# Blue Cross Blue Shield of Michigan Building
El Blue Cross Blue Shield of Michigan Building es un rascacielos ubicado en 600 East Lafayette Boulevard en el Downtown Detroit, Míchigan, cerca del complejo Renaissance Center. También se lo conoce como el Centro de Servicio de Blue Cross Blue Shield. Fue construido en 1971 y tiene 22 pisos. 
El edificio se construyó en una plaza hundida, que se desarrolló tras demoler todos los edificios del sector, salvo el Detroit Cornice and Slate Company Building. Alberga Blue Cross Blue Shield de Míchigan. El campus en el centro de Detroit también incluye oficinas para 3,000 empleados en Towers 500 y 600 del Renaissance Center vinculado por la estación Renaissance Center del  Detroit People Mover.